# Slavošov
Slavošov è un comune della Repubblica Ceca facente parte del distretto di Kutná Hora, in Boemia Centrale.